# Beslan-mødre
Beslan-mødre (Russisk: Матери Беслана) også Beslans mødre og Komitéen Beslans Mødre er en støttegruppe for forældre, der har mistet børn under terrorangrebet i Beslan mod en skole i den sydrussiske republik Nordossetien. Mindst 334 civile blev dræbt under angrebet, herunder 186 børn.
Susanna Dudijeva er formand for gruppen der I 2006 havde over 200 medlemmer. I 2005 valgte omkring 30 medlemmer under anførsel af Ella Kesajeva at forlade Beslan-mødre, for at starte en anden gruppe Beslans Stemme – denne anses for noget mere radikal end Beslan-mødre.

## Aktiviteter
Beslan-mødre blev dannet den 25. februar 2005 som reaktion på hvad medlemmerne anså som de russiskes sikkerhedsstyrkers uduelighed og overdrevent brug af magt under redningsaktionen. Komitéen har også undersøgt anklager om forsømmelighed og korruption blandt det lokale nordossetiske politiske lederskab, i særdeleshed mod republikkens tidligere præsident Aleksandr Dzasokhov, som komitéen krævede trak sig tilbage – hvilket han gjorde den 31. maj 2005.
Komitéen har udtalt sig i meget kritiske vendinger om den russiske præsident Vladimir Putin, som de beskylder for at have forsøgt at skjule de egentlige omstændigheder for terroraktions forløb. Beslan-mødre mødtes med Putin i Moskva den 1. september 2005. Ifølge Besland-mødre, så havde terroristerne gjort brugt våben og forsyninger som havde været gemt under gulvet i skolen før angrebet startede, hvilke ifølge dem peger i retning af medskyldige på skolen eller byens myndigheder.
Under retssagen mod den eneste overlevende gidselstager, Nurpasji Kulajev, talte Beslan-mødre for en genindførelse af dødsstraffen. Efter aftale mellem Boris Jeltsin og Europarådet har Rusland siden 1996 haft et moratorium på eksekvering af dødsstraf, hvorved dommen ikke formelt er afskaffet men alle dødsstraffe automatisk bliver omstøbt til fængsel for livstid. Putin har flere gange udtalt, at han er imod genindførelsen af dødsstraf, og Nurpasji Kulajev blev i sidste ende dømt til livsvarigt fængsel.
I juli 2007 frigav Beslan-mødre en hidtil ukendt videooptagelse af de sidste minutter der ledte op til det endelige opgør med terroristerne. Ifølge Beslan-mødre viser videoen at det var russiske styrker der startede skyderierne.

## Grabovoj
I september 2005 var nogle af medlemmerne af komitéen, inklusiv Susanna Dudijeva, involveret i en rodet affære med den selvudråbte healer og mirakelmager Grigorij Grabovoj, som havde lovet dem at han kunne genoplive deres dræbte børn – for en stor sum penge. Komitéen har siden forsagt som en bedrager og charlatan og hans forretninger som et forsøg på at diskreditere Beslan-mødre. Grabovoj blev officielt anklaget for bedrageri i april 2006.